# 보잉 727
보잉 727(영어: Boeing 727)은 보잉이 제작한 중거리용 3발 제트 여객기이다.
보잉 707의 성공은 항공운송업계에 제트 여객기 시대를 가져왔다. 그러나 크고 착륙속도가 빠른 제트 여객기는 활주로가 짧은 중소 도시의 소규모 공항에 취항할 수 없었다. 보잉은 그러한 소규모 공항에도 취항할 수 있는 제트 여객기로서 보잉 727을 개발하였다.
보잉 727은 주날개 전체에 플랩과 슬랫이 설치됨으로써 더욱 커다란 양력을 발생시킬 수 있고, 이에 따라 기존의 제트 여객기에 비해 저속에서 착륙하는 것이 가능해져 중소규모 공항의 짧은 활주로에도 착륙하는 것이 가능하다. 대신, 날개 전체에 플랩과 슬랫이 장착됨에 따라 보잉 707과 달리 주날개에 엔진을 장착할 공간이 없는 보잉 727에는 엔진 세 개가 동체의 꼬리 부분에 장착되어 있으며, 이러한 형태는 보잉이 개발한 여객기 중에는 유일하다.
1984년 보잉 737에게 자리를 물려주고 현역에서 모두 은퇴하였다. 보잉 737이 출시되기 전까지는 세계에서 가장 많이 팔린 기종이었다.

## 파생형
- -100 형식 : 초기 생산형. -100 형이라는 호칭은 당초 아니라 -200 형의 생산이 시작된 1967년 취역했다. 그 이전에 생산된 기체의 모델 이름은 727-81,727-21C 등이 된다.
- -100C 형식 : 화물/여객 양용 타입. 기체 구조의 강화 및화물 문을 추가한다. 여객 형태의 내장도 가능하다. 주로 콤비기라고 한다.
- -100QC 형식 : QC는 Quick Change를 의미한다. 화물/여객 전환형으로 객석 팔레트 설치하여 화물 형과 여객 형식의 전환을 할 수 있다. 30분 정도면 전환이 끝난다.
- -100QF 형식 : 기존 항공기 엔진 형식으로 QF는 Quiet Freighter를 의미한다. RR사의 테이 엔진을 탑재하여, 소음을 경감 시켰다.
- -200 형식 : -100형의 동체 날개 전후에 3m 씩 스트레치 타입으로 중앙 엔진 테이크도 개량되었다. 1967년 7월 첫 비행.
- -200F 형식 : 727-200의 화물형.
- -200adv 형식 : 인테리어 개선 및 연료 탱크의 증설로 인해 항속거리가 늘었다.

## 기타 사항
- 보잉에서 개발한 유일한 3발 제트 여객기이다.
- 보잉 757은 이 기종의 후속기종이다.
- 대한민국의 대한항공에서도 100형과 200형을 모두 운용한 적이 있는데, 자체주문분은 없고 전량 일본항공과 전일본공수에서 운용했던 기체들을 중고로 도입하여 운용하다가 퇴역했다. 1992년 7월 9일에는 MIAT 몽골 항공에 727-200이 기증되기도 하였으며, 이는 몽골 항공사에서 최초로 도입된 서방제 제트기였다. 한편 1985년에 납북될 뻔한 적이 있고, 1991년 6월 13일에는 대구공항에서 동체착륙 사고가 일어났다. 대구에서 사고가 났던 727 기체는 바로 퇴역한 후, 인하공업전문대학으로 옮겨서 기내 실습용으로 사용되고 있다.
- 보잉 737이 등장하기 전까지 보잉 727은 역사상 제일 많이 팔린 여객기 중 하나였다.
- 보잉 727은 325건의 대형 사고에 연루되었으며, 이 중 기체가 완파될 정도의 사고는 110회에 달한다. 3,704명이 보잉 727 관련 사고로 사망했다.

## 같이 보기
- 투폴레프 Tu-154
- 보잉 707
- 보잉 757
- 록히드 L-1011 트라이스타
- 맥도널 더글러스 DC-10